# Longchamp (Côte-d'Or)
Longchamp is een gemeente in het Franse departement Côte-d'Or (regio Bourgogne-Franche-Comté). De plaats maakt deel uit van het arrondissement Dijon. Longchamp telde op 1 januari 2022 1.168 inwoners.

## Geografie
De oppervlakte van Longchamp bedroeg op 1 januari 2022 16,23 vierkante kilometer; de bevolkingsdichtheid was toen 72 inwoners per km².
{
De onderstaande kaart toont de ligging van Longchamp met de belangrijkste infrastructuur en aangrenzende gemeenten.

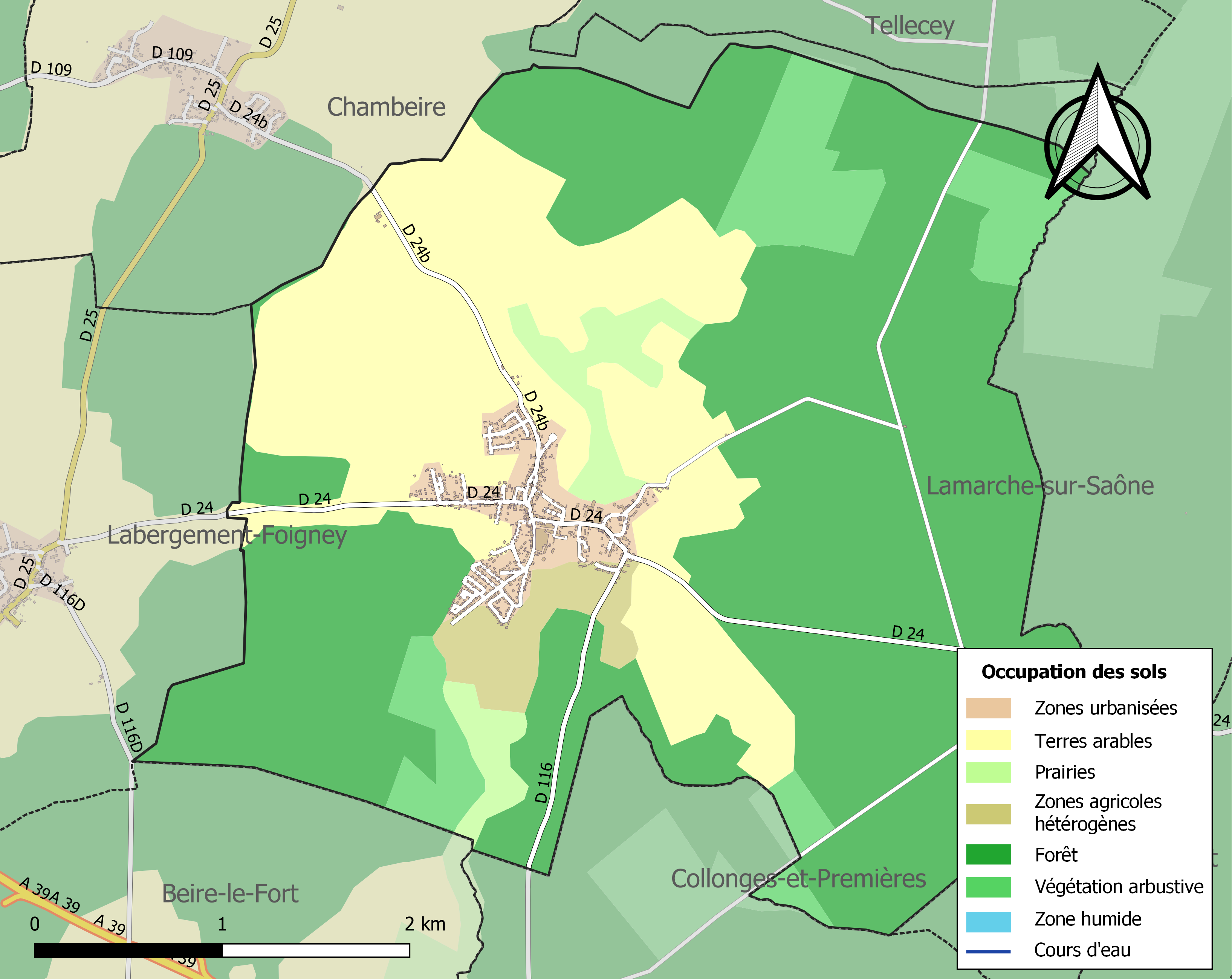

## Demografie
Onderstaande figuur toont het verloop van het inwonertal (bron: INSEE-tellingen).